# Karolina-Buhaz
Karolina-Buhaz (ukr. Кароліна-Бугаз) – stacja kolejowa w miejscowości Karolino-Buhaz, w rejonie białogrodzkim, w obwodzie odeskim, na Ukrainie.